# Grzanka (gromada)
Grzanka – dawna gromada, czyli najmniejsza jednostka podziału terytorialnego Polskiej Rzeczypospolitej Ludowej w latach 1954–1972.
Gromady, z gromadzkimi radami narodowymi (GRN) jako organami władzy najniższego stopnia na wsi, funkcjonowały od reformy reorganizującej administrację wiejską przeprowadzonej jesienią 1954 do momentu ich zniesienia z dniem 1 stycznia 1973, tym samym wypierając organizację gminną w latach 1954–1972.
Gromadę Grzanka z siedzibą GRN w Grzance utworzono – jako jedną z 8759 gromad na obszarze Polski – w powiecie makowskim w woj. warszawskim, na mocy uchwały nr VI/10/6/54WRN w Warszawie z dnia 5 października 1954. W skład jednostki weszły obszary dotychczasowych gromad Chrzanowo-Głodawy, Chyliny, Ciepielewo, Grzanka, Jankowo, Makowica, Smrock Dwór, Ulaski() i Zakliczewo ze zniesionej gminy Smrock tymże powiecie. Dla gromady ustalono 19 członków gromadzkiej rady narodowej.
31 grudnia 1959 do gromady Grzanka przyłączono obszar zniesionej gromady Romanowo (bez wsi Chełchy-Kmiece, Chełchy Dzierskie i Chełchy-Cibory), a także wsie Budzyno-Nawiry i Obiecanowo ze znoszonej gromady Młodzianowo w tymże powiecie.
31 grudnia 1961 z gromady Grzanka wyłączono część obszaru wsi Bazar, włączając ją do miasta Maków Mazowiecki w tymże powiecie i województwie.
Gromada przetrwała do końca 1972 roku, czyli do kolejnej reformy gminnej.